# ورین گیراتاغ
ورین گیراتاغ (به ارمنی: Վերին Գիրաթաղ) یک روستا در ارمنستان است که در استان سیونیک واقع شده‌است. در ۱۳ کیلومتری شمال‌غرب کاپان، مرکز استان سیونیک واقع شده‌است.

## خصوصیات
ورین گیراتاغ ۰ نفر جمعیت دارد و در ارتفاع متر بالاتر از سطح دریا قرار گرفته‌است.